# Olaf Ittenbach
Olaf Ittenbach (* 21. März 1969 in Fürstenfeldbruck) ist ein deutscher Regisseur von Splatter- und Horrorfilmen aus dem Bereich des Independentfilms.

## Leben
Olaf Ittenbachs erster Spielfilm Black Past entstand 1989 und konnte auf diversen Filmfestivals Erfolge verbuchen. Zusammen mit Jugendfreunden gründete er daraufhin die Produktionsfirma IMAS, die er heute allein betreibt.
1992 erschien das Zweitwerk The Burning Moon. Etwa drei Monate nach der Veröffentlichung kam es zu einer Hausdurchsuchung bei Ittenbach und der Film wurde bundesweit beschlagnahmt. Ittenbach selbst wurde nach § 131 StGB (Gewaltdarstellung) zu einer Zahlung von 5000 DM verurteilt. Er nahm jedoch durch den Vertrieb des Films genug Geld ein, um direkt mit den Dreharbeiten zu Premutos – Der gefallene Engel zu beginnen. Insgesamt dauerten die Dreharbeiten fünf Jahre. Nachdem der 1997 veröffentlichte Film einen Achtungserfolg in der Splatterszene erzielt hatte, gab Ittenbach seinen bisherigen Beruf als Zahntechniker auf.
Nach Premutos drehte er den kleinen Thriller Riverplay und die Major-Produktion Legion of the Dead. Für letztgenannten konnte er unter anderem mit Matthias Hues in Hollywood drehen. Sein nächstes Werk Beyond the Limits wurde wieder eine Independentproduktion mit einer Reihe privater Geldgeber. Für das Fernsehmagazin Stern TV drehte Ittenbach eine eigene Version des Roswell-Videos.
2003 erschien Garden of Love und 2005 Chain Reaction. Im selben Jahr erstellte Ittenbach die Spezialeffekte für die Großproduktion BloodRayne von Regisseur Uwe Boll. 2006 heiratete er die Schauspielerin Martina Schuster. Auf der Hochzeitsreise drehen sie den satirischen Film Familienradgeber.
2007 erschien mit Dard Divorce eine Rückkehr zu den Independent-Produktionen der Anfangsphase. Mit der Boll-AG hatte Ittenbach einen weltweiten Vertrieb ausgehandelt. Für Uwe Boll übernahm er außerdem einige Spezialeffekte bei dessen Produktionen Seed und Tunnel Rats. 2009 drehte Ittenbach Familienradgeber 2. Der Film No Reason erschien 2010.
In den Jahren zwischen 2011 und 2013 stellte er Savage Love mit Dustin Semmelrogge und das Crowdfunding-Projekt Legend of Hell fertig, welches insgesamt fünf Jahre gedauert hatte. Nach dem Beenden des Filmes 5 Seasons (2015) arbeitete Ittenbach zeitweise an der Fortsetzung Garden of Love: The Second Family, bei dem er auch die Effekte machen wollte. Erst 2021 erschien Ittenbach wieder in den Medien, als F/X-Macher für den vorab kontrovers diskutierten Uwe-Boll-Film Hanau.
Ittenbachs Rückkehr zum Horrorfilm, Levizia, wurde zu einem großen Teil über Crowdfunding finanziert. Der Film wurde von Herbst 2021 bis Ende 2023 aufwändig inszeniert. Am 18. Oktober 2024 soll die Weltpremiere des Films bei den Fright Nights in Österreich stattfinden.
Für 2025 ist eine neue Produktion mit dem Titel Start Young angekündigt, dessen Trailer am 31. Oktober 2024 veröffentlicht wurde.

## Filmografie

### Regie
- 1989: Black Past
- 1992: The Burning Moon
- 1997: Premutos – Der gefallene Engel
- 2000: Riverplay
- 2000: Legion of the Dead
- 2003: Beyond the Limits
- 2003: Garden of Love
- 2006: Chain Reaction
- 2006: Familienradgeber
- 2007: Dard Divorce
- 2009: Familienradgeber 2
- 2010: No Reason
- 2012: Legend of Hell
- 2012: Savage Love
- 2015: 5 Seasons – Die fünf Tore zur Hölle
- 2024: Levizia

### Spezialeffekte
- 1999: Apres Ski
- 2000: Mutation 2 – Generation Dead
- 2003: Deuteronomium – Der Tag des jüngsten Gerichts
- 2003: Space Wolf
- 2003: Rigor Mortis – The Final Colors
- 2004: Killerbus
- 2004: Enemy
- 2005: BloodRayne
- 2005: Chain Reaction
- 2006: Angel of Death II
- 2007: Barricade
- 2007: Seed
- 2008: 1968 Tunnel Rats
- 2009: La petite mort
- 2010: La isla
- 2010: Terror Creek
- 2012: Yellow
- 2013: Help me I am Dead
- 2014: Terror Creek
- 2021: Hanau

### Schauspieler
- 1997: Premutos – Der gefallene Engel
- 2000: Mutation 2: Generation Dead
- 2000: Riverplay
- 2003: Space Wolf
- 2003: Tatort Calw – Opfer
- 2003: Rigor Mortis
- 2003: Garden of Love
- 2010: La Isla
- 2013: Bob der Baggerführer
- 2014: Das kalte Gericht
- 2015: Die Boten des Todes